# Скайлайн (Миннесота)
Скайлайн (англ. Skyline) — город в округе Блу-Эрт, штат Миннесота, США. На площади 0,5 км² (0,5 км² — суша, водоёмов нет), согласно переписи 2020 года, проживают 288 человек. Плотность населения составляет 676,7 чел./км². Скайлайн примыкает к городу Манкейто и является частью столичного статистического района Манкейто-Норт-Манкейто.
- FIPS-код города — 27-60754[2]
- GNIS-идентификатор — 0652140[3]